# Neagu Murgu
Neagu Murgu (n. 1 august 1962

) este un fost deputat român, ales în 2012 din partea partidului PP DD. În cadrul activității sale parlamentare, Neagu Murgu a fost membru în grupurile parlamentare de prietenie cu Bosnia și Herțegovina, Japonia, Maroc și Tunisia.
În timpului mandatului său, Neagu Murgu a trecut la grupul parlamentar al Uniunii Naționale pentru Progresul României (Grupul Progresist).